# Argea
Argea – imię żeńskie pochodzenia greckiego; żeński odpowiednik imienia Argeus, pochodzącego od greckiego Arges i oznaczającego "jasny, błyszczący". Patronem tego imienia jest św. Argeus (III/IV wiek), wspominany razem ze swymi braćmi: św. Narcyzem i św. Marcelinem.
Argea imieniny obchodzi 2 stycznia.